# SNIFF OUT! (可苦可樂單曲)
《SNIFF OUT!》是可苦可樂的第5張數位單曲。於2016年2月10日由Warner Music Japan發售。

## 簡介
是可苦可樂專門為東京電視台電視連續劇《警視廳零系：生活安全科萬能諮詢室》所寫的歌曲。

## 收錄曲
- 作詞・作曲：小淵健太郎　編曲：可苦可樂

1. SNIFF OUT!
東京電視台電視連續劇《警視廳零系：生活安全科萬能諮詢室》主題曲

## 外部連結
- SNIFF OUT!（页面存档备份，存于）